# White Hall (Virginia Occidentale)
White Hall è un comune degli Stati Uniti d'America, situato nello Stato della Virginia Occidentale, nella contea di Marion.